# Гумилевский, Лев Иванович
Лев Иванович Гумилевский (17 февраля (1 марта) 1890, Аткарск — 29 декабря 1976, Москва) — русский советский прозаик и редактор (детской и научно-художественной литературы, реалистической прозы). Член Союза писателей СССР.

## Биография
Родился в городе Аткарск Саратовской губернии в семье бухгалтера. Отец рано умер, и шестерых детей воспитывала мать, зарабатывавшая надомным шитьём.
В 1901 году окончил начальное трёхклассное училище. Тогда же поступил во вторую мужскую гимназию Саратова, которую окончил с серебряной медалью (1909). После гимназии поступил на юридический факультет Казанского университета, из которого был исключён со 2-го курса за неуплату; обучался в Саратовском сельскохозяйственном институте. Печататься начал в 1910, дебютировав в печати стихами. В 1914 переехал в Петроград. Много печатался в журналах. После Октябрьской революции редактировал журнал «Вольный плуг» (вышло 7 номеров). Осенью 1918, спасаясь от голода, уехал в Саратов, работал в местных «Известиях», в журнале «Приволжский красный путь», в театральном отделе губоно, преподавал литературу на пехотно-пулемётных курсах, вёл занятия по художественной прозе в Литературных мастерских. Дважды был арестован ЧК по доносам, но оба раза вскоре выпущен.
В феврале 1923 переехал в Москву. «Повесть „Собачий переулок“ (1927), послужившая поводом к дискуссии о проблемах морали, подверглась критике в печати за натуралистическое изображение любви и быта молодежи в годы НЭПа» (КЛЭ. — Т. 2. — Стб. 445)». Гумилевского перестали печатать, и М. Горький пристроил его в редакцию ЖЗЛ. Первые его научно-художественные биографии: «Рудольф Дизель» (1933), «Густав Лаваль» (1936). С нач. 1930-х гг. приглашён Максимом Горьким для работы над серией «Жизнь замечательных людей». Среди них наиболее известные — «Бутлеров» (1951), «Вернадский» (1961), «Зинин» (1965), «Чаплыгин» (1969), «Чернов» (1975).
Среди произведений Гумилевского — «агитационная» пьеса о победе мировой революции, «Владыка мира» (1921), а также этнографические исторические (или псевдоисторические) произведения — фантастический рассказ «Страна гипербореев» (1927) и роман «Белые земли» (1930).
Гумилевский стал одним из родоначальников научно-художественной литературы для детей и юношества. Он обращался к различным жанрам, но всегда предметом его пристального внимания была личность человека.
Умер 29 декабря 1976. Похоронен на Введенском кладбище в Москве (25 уч.).
Был женат на писательнице Валерии Васильевне Носовой-Гумилевской.

## Издания
- Стихотворения. — Саратов, 1910.
- Рассказы из современной войны. — Саратов: А. М. Нищенков, 1915.
- Эмигранты: Роман. — Саратов, 1920.
- Владыка мира: Современная пьеса в 4-х действ. — Саратов: ГИЗ, 1921.
- Хлеб: Современная пьеса в 2-х действ. — Саратов: ГИЗ, 1921.
- Исторические дни. Рассказы. — Саратов, ГИЗ, 1922.
- Может быть. Рассказы. — Саратов: «Курганы», 1922.
- Эмигранты. Роман. — Саратов: «Курганы», 1922.
- Слепая ночь. Рассказы. — М.: ЗиФ, 1923.
- Сорок сороков. Повесть. — М.: ГИЗ, 1924.
- Стальные дни. Рассказы. — М.—Л.: ЗиФ, 1924.
- Другая жизнь. Рассказы. — М.: ЗиФ, 1925.
- Тысяча лет. Рассказы. — М.: ЗиФ, 1925.
- Свободу не просят. — Свердловск: «Уралкнига», 1925.
- Своими руками. Рассказы. — М.: Госиздат, 1925.
- Харита, её жизнь и приключения, а также подробный рассказ о том, как был найден город Карла Маркса: Роман. — М.—Л.: Мол. гвардия, 1926.
- Чёрный яр: Роман / Обл. и рис. худ. А. А. Суворова. — М.—Л.: Мол. гвардия, 1926. — 192 с.
- Собачий переулок: Роман. — М.—Л.: Молодая гвардия, 1927 (по факту 1926); Рига: Грамату драугс, 1928. (Б-ка новейшей лит.; Т. XXIV).
- Вторая казнь: Рассказы, 1914—1924. — М.: Никитинские субботники, 1927.
- Ткачи. Роман. — Л.: ГИЗ, 1927.
- Плен. Повесть. — Х.: «Пролетарий», 1927.
- Четыре вечера на мёртвом корабле. — М.: Мол. гвардия, 1927.
- Чужое имя: Роман. — М.: ЗиФ, 1927.
- Кяжьи горы. Повести. — М.: ЗиФ, 1927.
- Собрание сочинений в 6-ти тт. — М.: Кооперативное изд-во писателей «Никитинские субботники», 1929. Т. 3: Собачий переулок: Роман, 1925—1926. 1928. Т. 4: День самоубийцы: Рассказы, 1914—1917.
- Белые земли. Роман. — М.—Л.: Мол. гвардия, 1930.
- Чёрный яр: Роман / Рис. худ. А. М. Герасимова. — 2-е изд., перераб. и доп. — М.: Мол. гвардия, 1930. — 200 с. — (Для дет. ст. возраста).
- Рудольф Дизель. — М.: Мол. гвардия, 1933. — (ЖЗЛ).
- Густав Лаваль. — М.: Мол. гвардия, 1936. — (ЖЗЛ).
- Творцы первых двигателей. — М.: ОНТИ, 1936.
- Жуковский. — М.: Мол. гвардия, 1943. — (ЖЗЛ).
- Чернов. — М.: Мол. гвардия, 1944. — (ЖЗЛ).
- Гумилевский Л. И. Русские инженеры / Предисл. академика И. П. Бардина; художники Г. Кравцов, А. Варновицкая. — М.: Молодая гвардия, 1947. — 448 с. — 30 000 экз.
- Бутлеров. — М.: Мол. гвардия, 1951. — (ЖЗЛ).
- Русские инженеры. — 2-е изд. — М.: Мол. гвардия, 1953.
- Вернадский. — М.: Мол. гвардия, 1961. — (ЖЗЛ. — Вып. 11 (325)).
- Зинин. — М.: Мол. гвардия, 1965. — (ЖЗЛ. — Вып. 9 (404)).
- Чаплыгин. — М.: Мол. гвардия, 1969. — (ЖЗЛ. — Вып. 11 (471)).
- Чужие крыши. Рассказы 1914—1924. — М.: Советская Россия, 1991.
- Игра в любовь: Роман. — М.: Издательский дом «Гелеос», 2001. — 191 с. — (Русский любовный роман). — 5000 экз. — ISBN 5-8189-0156-4.
- Судьба и жизнь: Воспоминания / Публикация В. Носовой-Гумилевской; предисл. В. Потапова; иллюстратор И. Б. Северцев [вступ. ст. Л. И. Лебедевой, коммент. Л. И. Лебедевой, С. С. Никитина] // Волга (Саратов), 1988. — № 7 — С. 138—166; № 8 — С. 83—118; № 9 — С. 101—132; № 10 — С. 122—139; № 11 — С. 134—150; № 12 — С. 140—162; — М.: Грифон М, 2005. — 368 с. — (Монограмма). — ISBN 5-98862-007-8.